# Orthotrichum araucarieti
Orthotrichum araucarieti är en bladmossart som beskrevs av C. Müller in Brotherus 1924. Orthotrichum araucarieti ingår i släktet hättemossor, och familjen Orthotrichaceae. Inga underarter finns listade i Catalogue of Life.